# Xavier Mascaró
Xavier Mascaró es un escultor y pintor español nacido en París. Ha vivido en Madrid, Nueva York, Londres y la Ciudad de México. En 2002 fue pensionado emérito de la Academia de España en Roma. Actualmente vive y trabaja en sus talleres de México DF y Lisboa.
Mascaró es de ascendencia francesa, rumana y catalana.
Mascaró posee una trayectoria escultórica fecunda en obras que han sido expuestas en ciudades como París, Caracas, Viena, Montecarlo, Cartagena de Indias, Madrid, Nueva York y Londres, entre otras.
Su conjunto de obra monumental ha sido mostrado recientemente en Londres, Madrid, Sevilla y Málaga tras ser presentado por primera vez en el Jardin du Palais Royal en París en 2008.
En el 2014 tuvo una muestra individual en la Saatchi Gallery en Londres.
Recientemente ha expuesto sus obras de gran formato en Abu Dhabi, Ciudad de México, Barcelona y Tijuana.

## Exposiciones individuales (Selección)
- 2018

Guerreros y Guardianes. Cecut. Tijuana
Después de la tierra, todo. Instituto Cervantes. Palermo.
- 2017

Guerreros y Guardianes. Plaza Seminario, Museo del Templo Mayor y Centro Cultural de España. Ciudad de México.
Después de la tierra, todo. Archaeological Museum of the American University of Beirut
Después de la tierra, todo. Jordan National Gallery. Amán.
- 2016

Departure. Warehouse 421. Salama Bint Hamdan Al Nayan Foundation. Abu Dhabi
Guerreros y Guardianes. Hospicio Cabañas. Guadalajara (Jalisco)
- 2014

Departure. The Saatchi Gallery, Londres.
Galería Hispánica Contemporánea, México DF.
- 2013

Máscaras. Fundación Antonio Saura, Cuenca (España).
- 2012

Masks. Gebert Contemporary, Santa Fe (Nuevo México), EE. UU.
Galería Hispánica Contemporánea, México DF. 
- 2011

Beck & Eggeling, Dortmund.
- 2010

Eterno retorno. Instituto Valenciano de Arte Moderno, Valencia.
Escultura Monumental. Paseo del Prado y Paseo de Recoletos, Madrid./
Beck & Eggeling, Düsseldorf.
- 2009

Escultura Monumental. Plaza Nueva, Sevilla.
Escultura Monumental. Paseo del Parque y Plaza de la Marina, Málaga.
Gebert Contemporary, Santa Fe (New Mexico)
Galería Freites, Caracas.
- 2008

Guardianes. Jardin du Palais Royal, París
Museo de Arte Contemporáneo (Salta). Argentina
Centro Cultural Recoleta, Buenos Aires
Mascaró en Silos. Museo Nacional Centro de Arte Reina Sofía, Monasterio de Santo Domingo de Silos.
- 2007

Gebert Contemporary, Santa Fe (Nuevo México)
Sala Robayera, Miengo
Galería Cadaqués Dos, Cadaqués.
- 2006

Galería Joan Guaita. Palma de Mallorca
Museo Juan Barjola. Gijón
Galería N2, Barcelona
Galería Arte 9, Murcia
- 2005

Recent work. Marlborough Chelsea, Nueva York
- 2004

Mascaró.Spanische Skulptur des 20 Jahrhunderts.
Palais Harrach, Museo de Historia del Arte (Kunsthistorische Museum). Viena
Xavier Mascaró. Esculturas de hierro/Bocetos sobre papel, Centro de Formación, Convento de Santo Domingo (Cartagena), Cartagena de Indias, Colombia.
- 2003

Galería Marlborough, Madrid.
Galería Art Nueve, Murcia.
- 2002

Marlborough Chelsea, Nueva York.
Galería Marlborough, Madrid.
- 2001

Galería Marlborough, Madrid.
Galería Joan Guaita, Palma de Mallorca.
Galería Colón XVI, Bilbao.